# 改琦

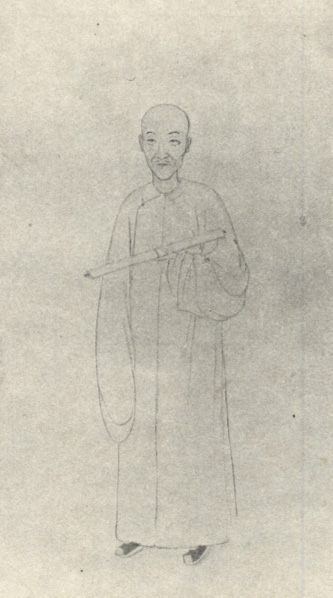
改琦畫象

改琦（1773年—1828年），字伯蘊，號香伯，一號七薌，又號玉壺外史，江蘇華亭（今上海市松江區）人，祖籍北京宛平，是清代中期的畫家。
先世為西域（今新疆）人，元朝始入中原，清代定居华亭（今上海），祖父改光宗曾任壽春鎮總兵。改琦體若多病，多才多藝，尤善繪畫，其人物畫被認為是嘉道後最工者，長大後，結交地方名人，如王芑孫、李廷敬等，與費丹旭並稱“改費”。其畫受李公麟、趙孟頫、唐寅、陳洪綬等影響，花草竹等畫也擅長。曾繪《紅樓夢圖》。道光八年（1828年）三月卒，终年五十六岁。
改琦有诗才，又号三十六陂词客，著有《玉壺山房詞選》二卷、《硯北書稿》一卷、《茶夢庵隨筆》二卷。